# Gare de Moulin-Galant
La gare de Moulin-Galant est une gare ferroviaire française de la ligne de Villeneuve-Saint-Georges à Montargis, située sur le territoire de la commune de Corbeil-Essonnes, dans le département de l'Essonne en région Île-de-France.
La station est ouverte en 1865 par la Compagnie des chemins de fer de Paris à Lyon et à la Méditerranée (PLM). C'est aujourd'hui une gare de la Société nationale des chemins de fer français (SNCF) desservie par les trains de la ligne D du RER. Elle se situe à une distance de 35,88 km de Paris-Gare-de-Lyon.

## Situation ferroviaire
La gare de Moulin-Galant est établie à l’extrême sud du territoire de la commune de Corbeil-Essonnes, dans le quartier éponyme de Moulin-Galant, à 55 mètres d'altitude, au point kilométrique (PK) 35,882 de la ligne de Villeneuve-Saint-Georges à Montargis.
Elle constitue le huitième point d’arrêt de la ligne après la gare de Corbeil-Essonnes et précède la gare de Mennecy.
C'est la troisième gare située sur le territoire de la commune de Corbeil-Essonnes, les deux autres étant la gare de Corbeil-Essonnes et la gare d'Essonnes - Robinson.

## Histoire

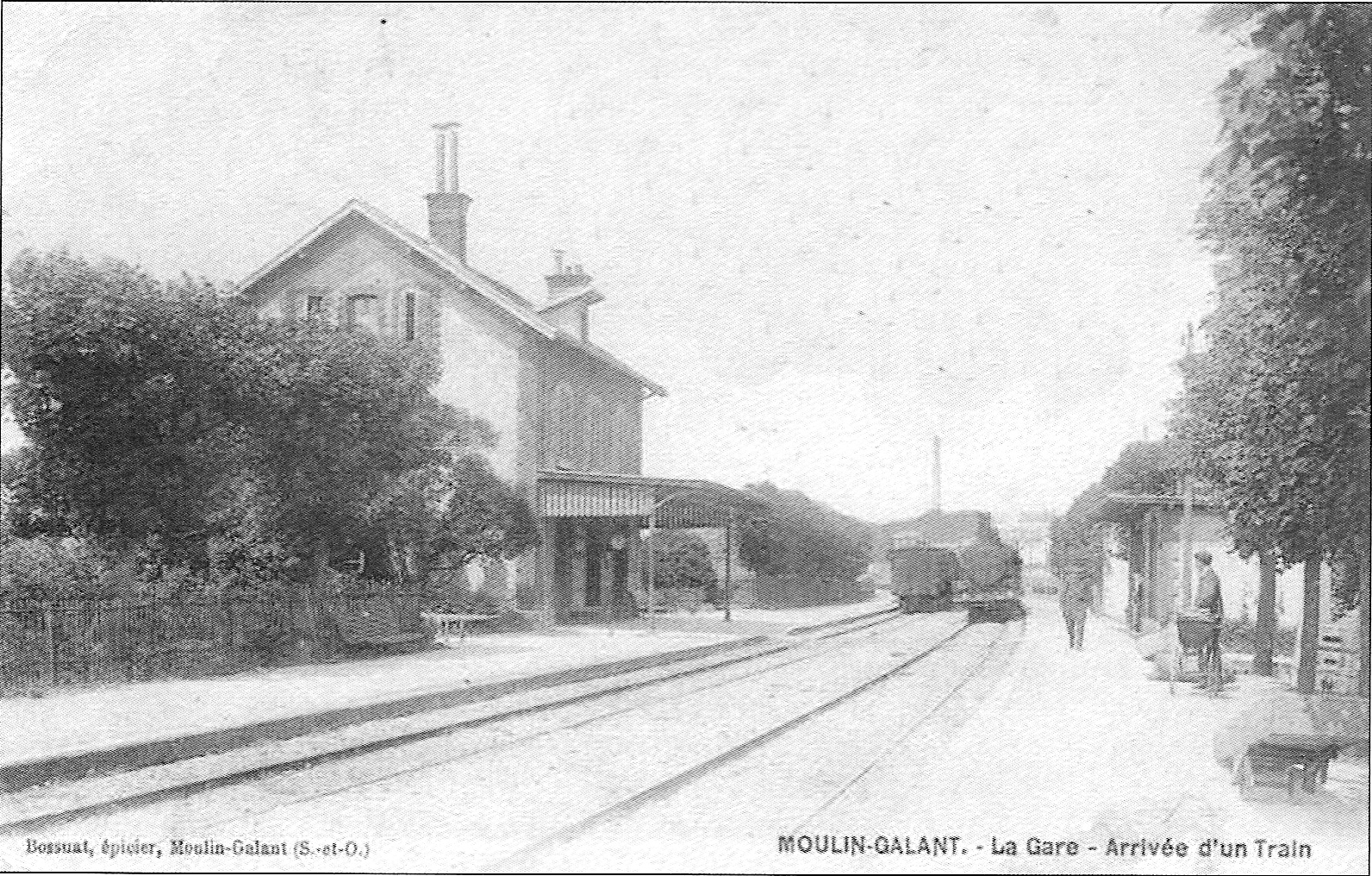
Vue de l'intérieur de la gare au début du XXe siècle.

La station de Moulin-Galant est mise en service par la Compagnie des chemins de fer de Paris à Lyon et à la Méditerranée (PLM), le 5 janvier 1865, lors de l’inauguration de la section de Corbeil à Maisse de la ligne Villeneuve-Saint-Georges - Montargis.
Située au sud de la commune de Corbeil-Essonnes, cette gare tient son nom du quartier dans lequel elle est établie.

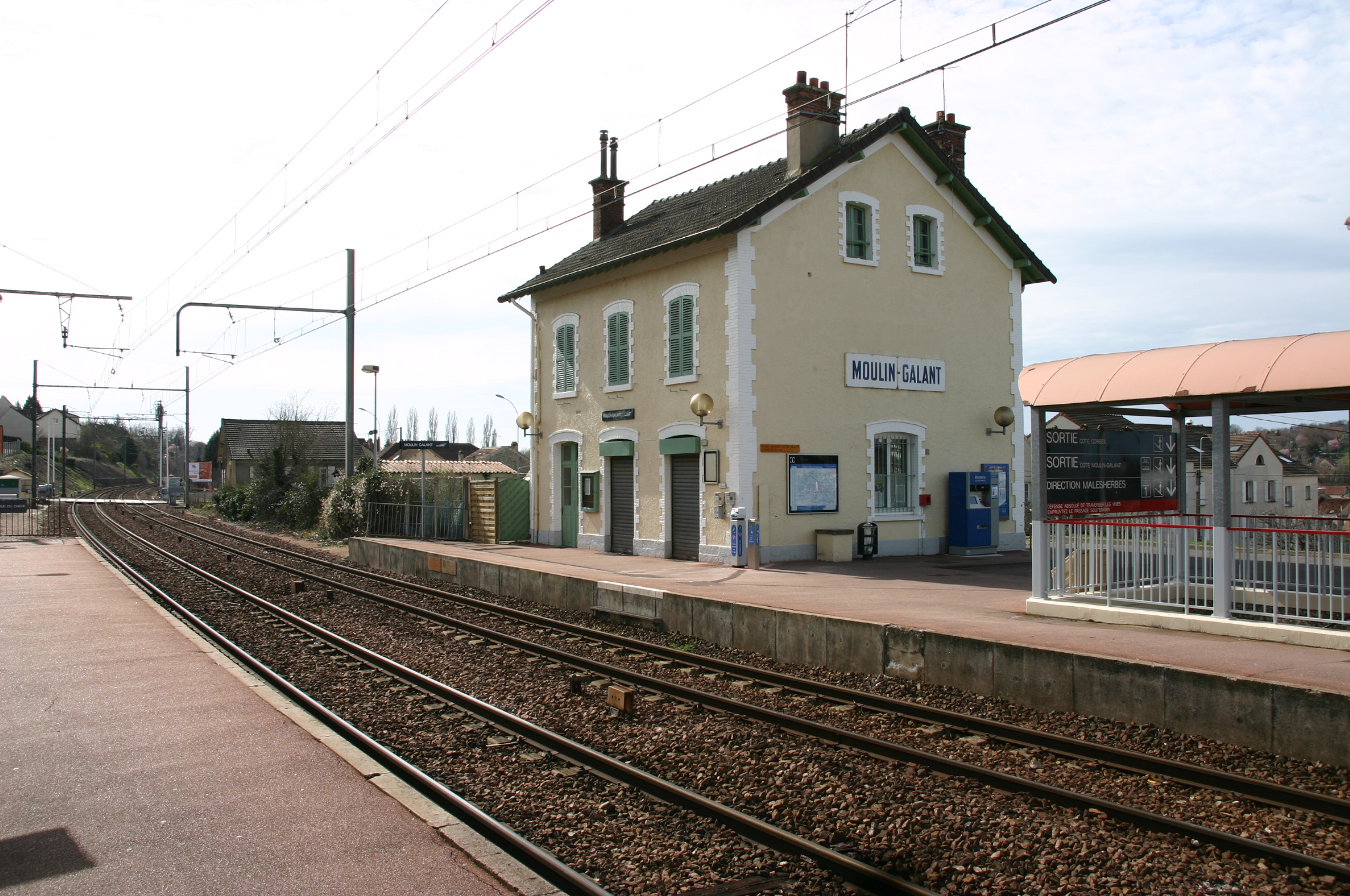
L'intérieur de la gare. À gauche, la voie 1 vers Malesherbes ; à droite, la voie 2 vers Corbeil-Essonnes.

## Fréquentation
De 2015 à 2022, selon les estimations de la SNCF, la fréquentation annuelle de la gare s'élève aux nombres indiqués dans le tableau ci-dessous.
| Année     | 2015    | 2016    | 2017    | 2018    | 2019    | 2020    | 2021    | 2022    |
| --------- | ------- | ------- | ------- | ------- | ------- | ------- | ------- | ------- |
| Voyageurs | 849 126 | 798 564 | 747 525 | 685 764 | 633 274 | 220 315 | 459 871 | 523 046 |

## Services voyageurs

### Accueil
La gare de Moulin-Galant dispose d'un bâtiment voyageurs. Un service commercial y est assuré les jours ouvrés de 6 h 10 à 13 h 15. En dehors des heures d'ouverture de la gare, un automate permet la délivrance de titres de transport pour toutes les gares du réseau Transilien.
Chaque quai de la gare est équipé d'un abri voyageurs. Un passage souterrain permet l'accès d'un quai à l'autre.
La gare dispose de deux parkings situés de part et d'autre de la gare.

### Desserte
La gare est desservie par les trains de la ligne D du RER qui, depuis le 9 décembre 2018, assurent des missions uniquement à destination ou en provenance de Gare de Juvisy et à destination ou en provenance de la gare de Malesherbes.
La gare est située dans le quartier dit du « Moulin-Galant » au sud de Corbeil-Essonnes. Les voyageurs de cette gare proviennent des quartiers sud de la ville (Moulin-Galant, L'Ermitage, Montconseil-Sud, Pressoir-Prompt, La Nacelle) mais aussi de la commune voisine de Villabé.

### Correspondances
La gare est desservie par les lignes 4243, 4273 et le service de soirée 4251 du réseau de bus Évry Centre Essonne ainsi que par la ligne 4330 du réseau de bus Essonne Sud Est.

## Galerie de photographies

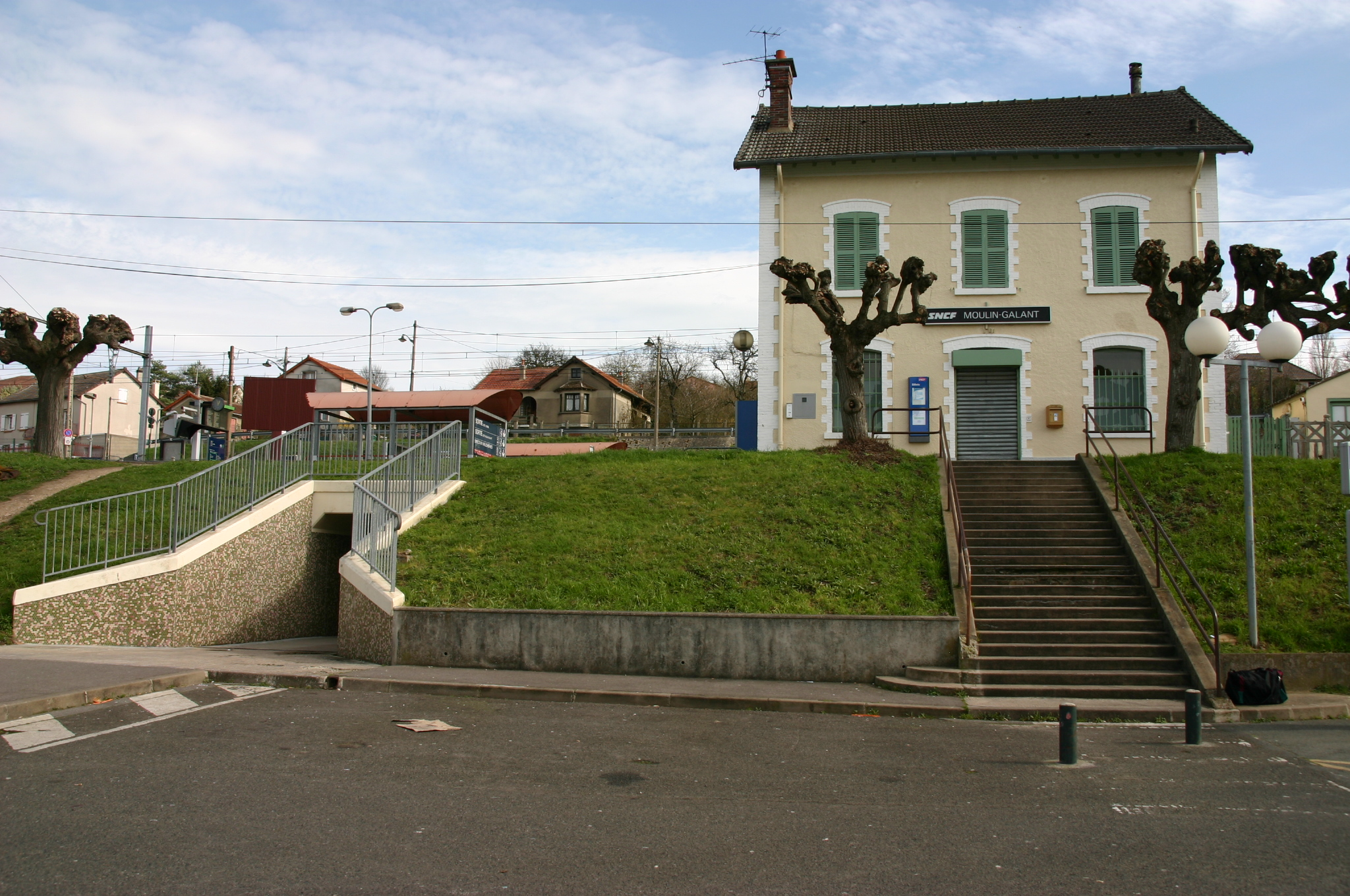
Environnement de l'accès à la gare.
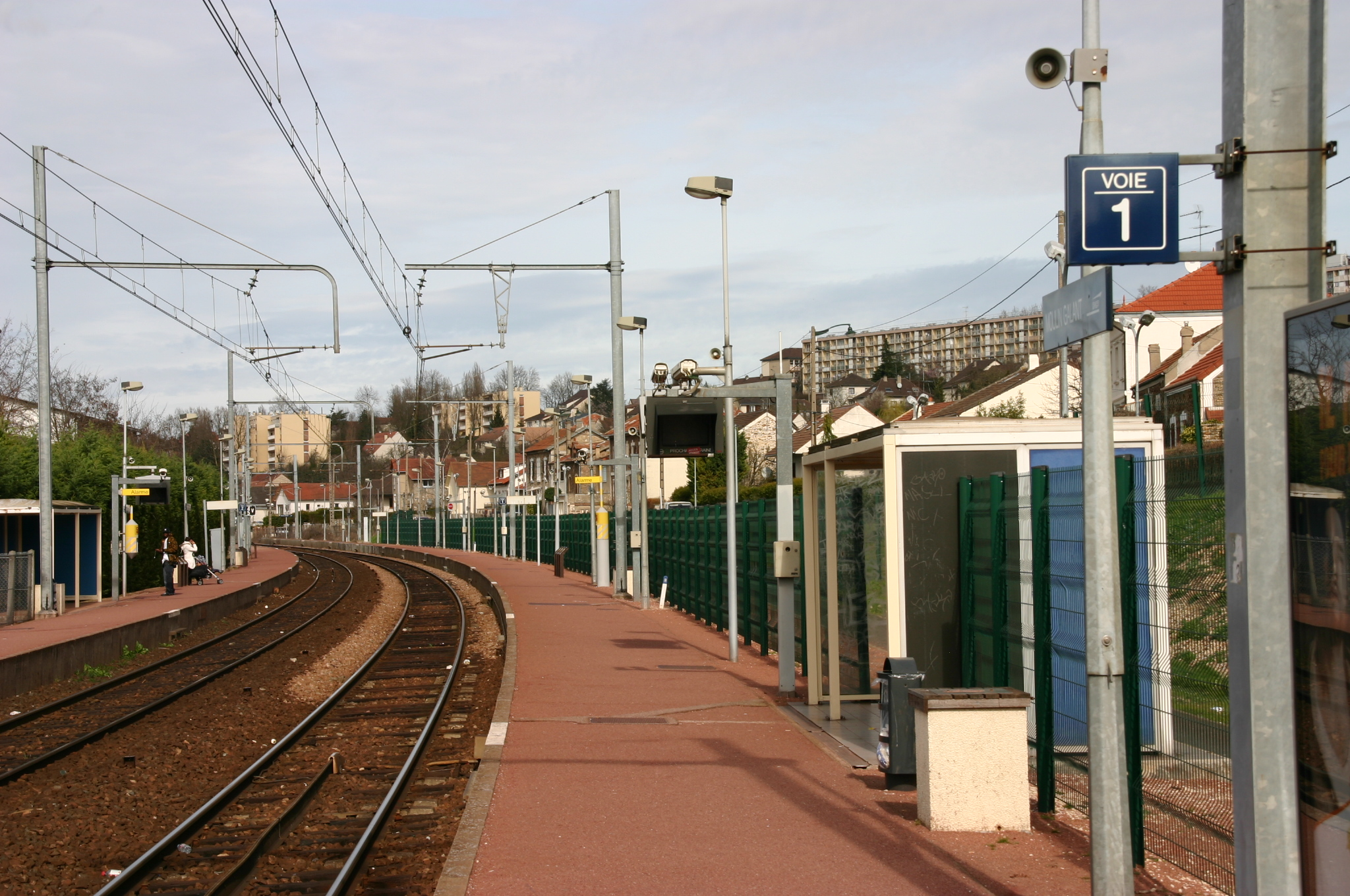
Voies, quais et abris.
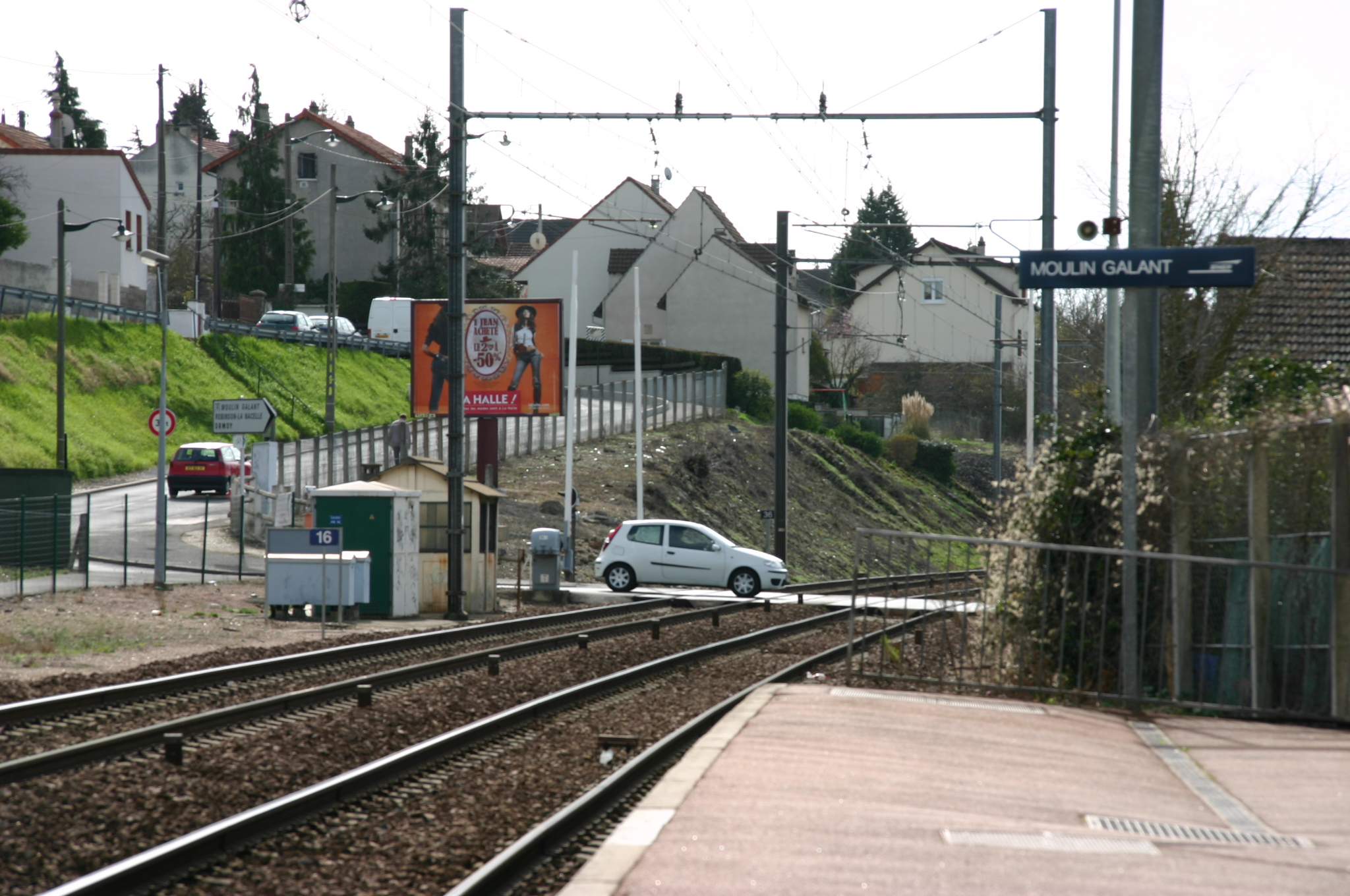
Le passage à niveau.
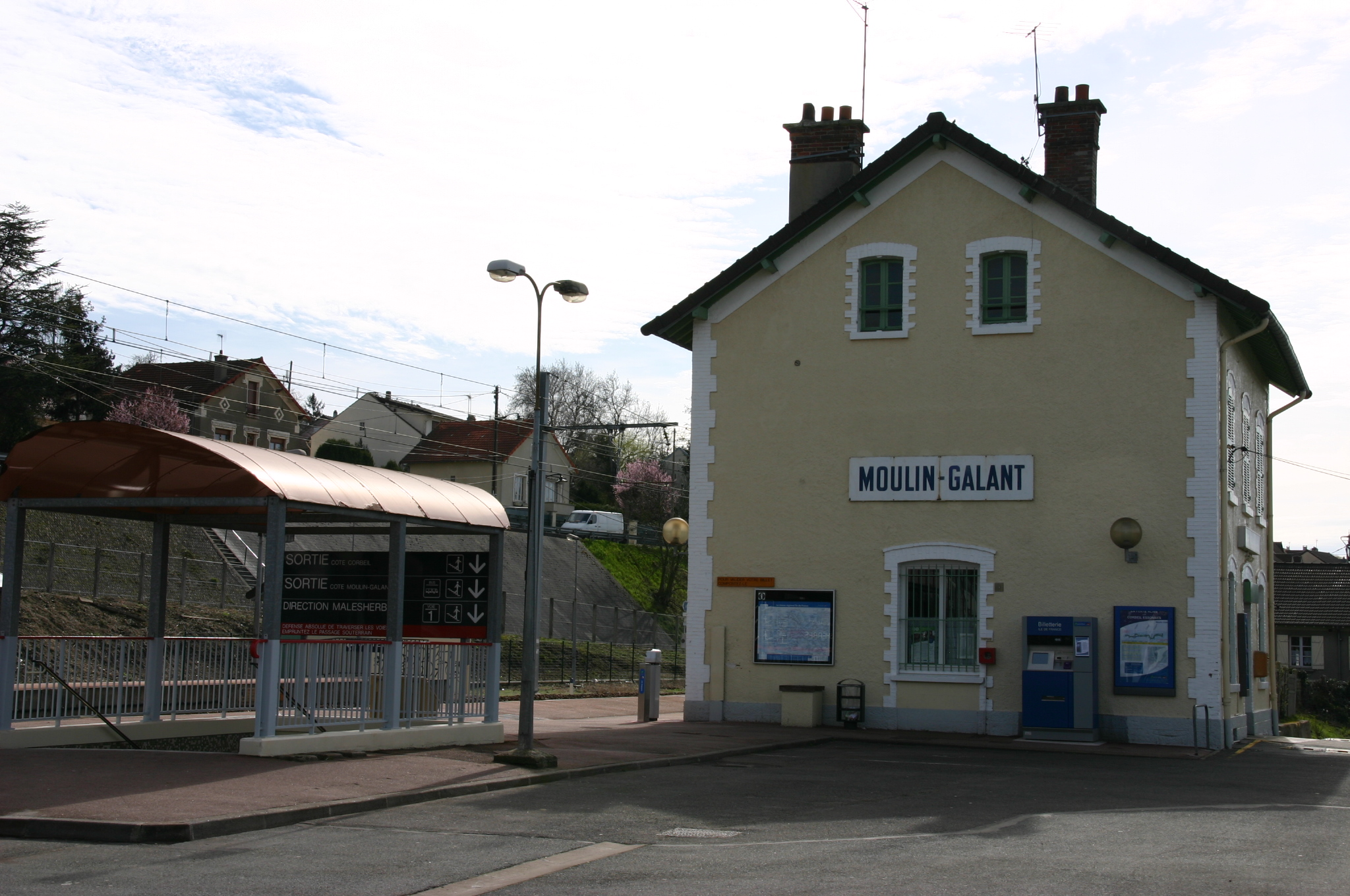
Le bâtiment voyageurs historique de la gare, toujours en service.

## Projet
Un grand programme de construction de 620 logements sur les 14 ha de l'ancienne papeterie Darblay (dans le quartier de Moulin-Galant, le long de la rivière Essonne), et dont la première tranche devrait s'achever en décembre 2011, va augmenter sensiblement la fréquentation de la gare.